# 山东中路
山东中路，是中國上海市黄浦区一条南北向的马路，南起延安东路，北到南京东路，全长693米，为沥青路面。该路最初由于山东路坟山、墨海书馆等机构的建立而形成。山东中路最初曾名为庙街，后北段俗称望平街、中段俗称麦家圈。1865年改称山东路，1945年改今名。

## 简史

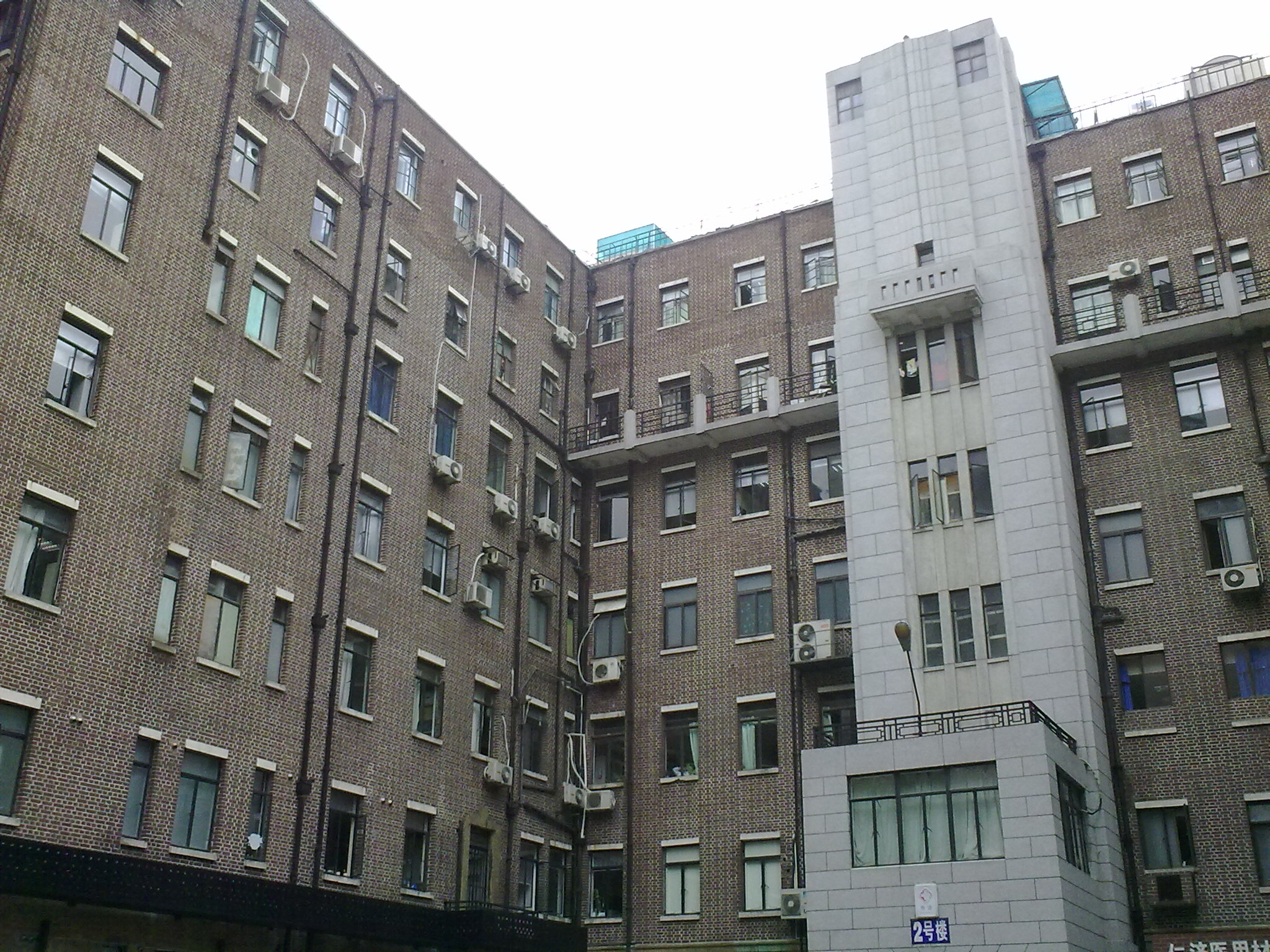
山东中路145号，仁济医院西院

早在1843年上海开埠之时，英国伦敦会传教士麦都思便购入今山东中路一带的地产，并开设了上海最早的现代出版机构，墨海书馆。而麦都思本人也住在墨海书馆的附设宿舍中。1844年，在沪英侨组建公墓公司，注册资金500元，购入江海北关后方的一块土地，作为外侨公墓。与此同时英商林特赛洋行购入今山东中路西侧的土地。因业务需要，林特赛洋行与公墓公司交换土地，所以在山东中路兴建起外国坟山。因公墓公司也有麦都思的参与，所以后人就将墨海书馆、外国坟山一带称为麦家圈。
1855年，英租界道路码头委员会利用墨海书馆、外国坟山东侧的空地，辟筑了道路。因该路通往保安司徒庙（一说通往三茅阁），而被称为庙街。该路的北段，在辟筑成路后，曾被俗称为望平街。1865年，公共租界根据南北向道路以中国行省命名的规则，将全路统一改称为山东路。但直到清末民初，望平街的叫法仍被提及。

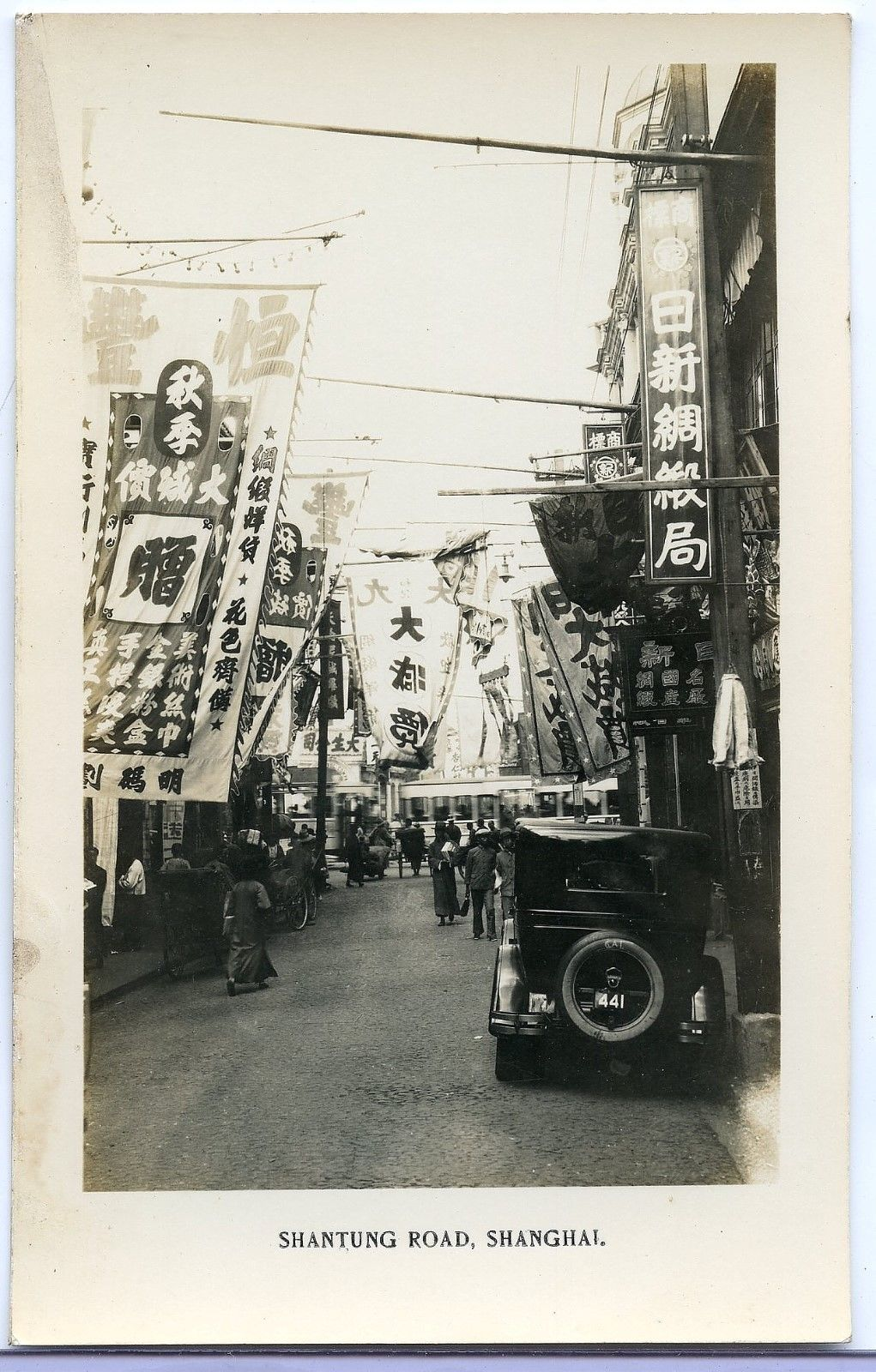
山东路旧照

原麦家圈一带，随着仁济医院于1861年的迁入、1890年麦伦书院的设立以及原有的墨海书馆和福州路的发展，逐渐成为小型书店和书摊的集中地点。北段原望平街的部分，随着申报馆、时报馆的设立，在清末成为著名的“报馆街”。另外，这里一带还聚集了大部分的印刷机构，例如大东印刷所、天成印刷所等共二十余家。1945年，山东路更名为山东中路。
1949年以后，大部分的报馆、书局、印刷机构在公私合营等运动中逐渐合并或取消。目前，除北段仍有解放日报社外，中段仅存仁济医院，南段则多以百货的小店和居民区为主。

## 交会道路
与山东中路交会的道路，由南向北分别为：
- 延安东路
- 广东路
- 昭通路
- 福州路
- 汉口路
- 九江路
- 南京东路

## 沿路近代建筑
- 145号——仁济医院
- 汉口路口——申报馆（解放日报社）